# Dahmash
Dahmash es un pueblo en Israel, situado entre las ciudades de Ramle y de Lod, a 20 kilómetros de Tel Aviv-Yafo. Con 600 habitantes, el pueblo cuenta con 70 construcciones de alojamiento. Todos los habitantes son palestinos con ciudadanía israelí, instalados desde 1951. Sin embargo, este pueblo todavía no está reconocido por Israel. 

## Historia y estatuto
Las 70 construcciones de Dahmash han sido construidas en tierras dadas por Israel durante los años 1950, para compensar las tierras pérdidas durante la guerra árabe-israelí de 1948. Sin embargo, han estado registradas como tierras agrícolas y no como tierras residenciales. Los habitantes de Dahmash habitan construcciones residenciales que todavía no están reconocidas por Israel.

## Cuestión política
La organización Human Rights Watch ha denunciado la situación en Dahmash y ha apelado al reconocimiento del pueblo por las autoridades israelíes. 
Casi todas las construcciones de Dahmash son «ilegales», y 13 de ellas arriesgan ser demolidas por las autoridades. El estatuto de Dahmash impide a los habitantes tener acceso a servicios básicos como: escuelas, carreteras, guarderías, hospitales, sistema de evacuación de aguas, etc. Tampoco hay áreas verdes ni zonas de recreo infantil; en el año 2006, una organización construyó una zona de recreo intantil, la cual fue declarada ilegal por las autoridades y demolida. 
Por otra parte, los habitantes de Dahmash no tienen sus direcciones registradas en Dahmash. Tienen que registrarse en Ramle o en otros pueblos vecinos. 
El 15 de abril de 2015, 3 construcciones han sido destruidas por las autoridades israelíes.

## Geografía
Es una tierra agrícola de 600 hectáreas. La entrada principal de Dahmash está en la carretera vía Ramle. 

## Administración
Los habitantes de Dahmash han elegido un representante, Arafat Ismayl. No hay ningún consejo administrativo. Dahmash está sobre control del consejo local del Valle de Lod. Su sede está en Kafr-Khabat. 

## Demografía
Dahmash cuenta con 600 habitantes, repartidos en 70 construcciones. Al principio, todos eran refugiados palestinos de la guerra árabe-israelí de 1948. La cultura de Dahmash es palestina con influencias beduinas. La mayoría de la población es musulmana suní.

## Economía
El pueblo de Dahmash está compuesto por varias construcciones y una tienda. Los habitantes trabajaban en el mundo agrícola hasta los años 1980. Hoy, trabajan en el comercio. 

## Educación
No hay ninguna escuela en Dahmash. Los niños van a las escuelas de Ramle o Lod. Human Rights Watch ha criticado este problema en un informe en 2010.